# 半导体制造技术联盟
半导体制造技术联盟（英語：Semiconductor Manufacturing Technology, SEMATECH）是一个美国主导的半导体行业技术联盟。

## 历史
1980年代中期日本半导体技术超过美国，为此1987年美国政府和14家美国半导体企业（其中包括IBM和英特尔等公司）在德克萨斯州奥斯汀建立一个合作机制的技术开发联盟，旨在使美国企业重获竞争力来抵抗日本的冲击，美国国防部提供了价值5亿美元的财政补贴，1990年代中期以来已经获得成效。1996年联盟董事会决定中止财政补贴后，将工作重点从美国半导体产业转移到更大的国际半导体产业。